# آي ماك جي 4
آي ماك جي 4 (بالإنجليزية: iMac G 4)‏ : قامت أبل بإنتاجه عام 2002 إلى منتصف 2004 ، وهو البديل للأسطورة آي ماك جي 3 . كان الآي ماك جي 4 بشاشة كريستاليه 15" بوصة محمولة على ذراع متحرك وفي الطرف الأخر يوجد جسم نصف كروي داخله الأجزاء الداخلية للآي ماك ، يحمل معالج باور بي سي جي 4 (الجيل الرابع) .
تم استبدال الآي ماك جي 4 بآي ماك جي 5 في 31 أغسطس 2004 . وكانت ردة الفعل على الآي ماك جي 5 عجيبة ، على أنه أقوى من آي ماك جي 4 إلا أن الُمقَيمين كانوا يعتقدون أنه أقل جمال من آي ماك جي 4 لأنه لم يحمل الذراع المتحركة التي تحمل الشاشة .
| التاريخ        | المعالج                            | سرعة النقل   | كرت الشاشة                                | حجم الشاشة           |
| -------------- | ---------------------------------- | ------------ | ----------------------------------------- | -------------------- |
| 7 يناير 2002   | باور بي سي جي 4 700 بقوة ميجاهرتز  | 100 ميجاهرتز | إنفيديا جي فورس 2 إم أكس بحجم 32 ميجابايت | 15" بوصة - 1024x768  |
| 7 يناير 2002   | باور بي سي جي 4 800 بقوة ميجاهرتز  | 100 ميجاهرتز | إنفيديا جي فورس 2 إم أكس بحجم 32 ميجابايت | 15" بوصة - 1024x768  |
| 17 يوليو 2002  | باور بي سي جي 4 800 بقوة ميجاهرتز  | 100 ميجاهرتز | إنفيديا جي فورس 2 إم أكس بحجم 32 ميجابايت | 17" بوصة - 1440x900  |
| 4 فبراير 2003  | باور بي سي جي 4 800 بقوة ميجاهرتز  | 100 ميجاهرتز | إنفيديا جي فورس 2 إم أكس بحجم 32 ميجابايت | 15" بوصة - 1024x768  |
| 4 فبراير 2003  | باور بي سي جي 4 1 بقوة جيجاهرتز    | 133 ميجاهرتز | إنفيديا جي فورس 2 إم أكس بحجم 64 ميجابايت | 17" بوصة - 1440x900  |
| 8 سبتمبر 2003  | باور بي سي جي 4 1 بقوة جيجاهرتز    | 167 ميجاهرتز | إنفيديا جي فورس 2 إم أكس بحجم 32 ميجابايت | 15" بوصة - 1024x768  |
| 8 سبتمبر 2003  | باور بي سي جي 4 بقوة 1.25 جيجاهرتز | 167 ميجاهرتز | إنفيديا جي فورس 2 إم أكس بحجم 64 ميجابايت | 17" بوصة - 1440x900  |
| 18 نوفمبر 2003 | باور بي سي جي 4 بقوة 1.25 جيجاهرتز | 167 ميجاهرتز | إنفيديا جي فورس 2 إم أكس بحجم 64 ميجابايت | 20" بوصة - 1680x1050 |